# Takashima
Takashima (Japans: 高島市, Takashima-shi) is een stad aan het Biwameer in de prefectuur Shiga in Japan. De oppervlakte van de stad is 551,36 km² en begin 2009 had de stad ruim 52.000 inwoners.
De keten van Japanse warenhuizen Takashimaya is naar deze stad genoemd.

## Geschiedenis
De gemeente Takashima (高島町, Takashima-chō) ontstond om 29 april 1943 uit de samenvoeging van de gemeente Ōmizo (大溝町, Ōmizo-chō) en de dorpen Mizuo (水尾村, Mizuo-mura) en Takashima (高島村, Takashima-mura) van het district Takashima. Een dag later werd een deel van de gemeente Shiga (志賀町, Shiga-chō) van het district Shiga aan de gemeente Takashima toegevoegd.
Op 1 januari 2005 werd Takashima een stad (shi) na samenvoeging van de gelijknamige gemeente met Adogawa (安曇川町, Adogawa-chō), Imazu (今津町, Imazu-chō), Makino (マキノ町, Makino-chō), Shinasahi (新旭町, Shinasahi-chō) en het dorp Kutsuki (朽木村, Kutsuki-mura) uit het district Takashima. Het district is daarmee opgeheven.

## Verkeer
Takashima heeft een haven aan het Biwameer.
Takashima ligt aan de Kosei-lijn van de West Japan Railway Company.
Takashima ligt aan de autowegen 161, 303 en 367.

## Stedenband
Obama heeft een stedenband met
- Petoskey, Verenigde Staten, sinds 1976

## Aangrenzende steden
- Ōtsu
- Kioto
- Nantan
- Obama
- Tsuruga

## Geboren in Takashima
- Kutsuki Mototsuna (朽木 元綱, Kutsuki Mototsuna), samoeraicommandant in de tweede helft van de 16e eeuw
- Toju Nakae (中江藤樹, Nakae Tōju), confucianistisch filosoof uit de eerste helft van de 17e eeuw